# Birr Cross Roads Cemetery
Birr Cross Roads Cemetery is een Britse militaire begraafplaats met gesneuvelden uit de Eerste Wereldoorlog, gelegen in het Belgische dorp Zillebeke. De begraafplaats is ontworpen door Edwin Lutyens en wordt onderhouden door de Commonwealth War Graves Commission. De begraafplaats ligt anderhalve kilometer ten noorden van het dorpscentrum, langs de weg van Ieper naar Menen (N8). Het terrein heeft een oppervlakte van 2.711 m² en wordt omgeven door een bakstenen muur. De open toegang wordt gemarkeerd door twee paaltjes (verbonden met een ketting), geflankeerd door twee witte stenen zuilen. Achteraan, aan de zuidkant, staat het Cross of Sacrifice en aan de oostkant de Stone of Remembrance.
Er worden 834 doden herdacht, waarvan 336 niet geïdentificeerd konden worden.

## Geschiedenis
Het gebied bleef het grootste deel van de oorlog in geallieerde handen. Birr Cross Roads was de naam van een kruispunt dat door de 1st Leinsters genoemd werd naar hun depot in Ierland. In augustus 1917 begon een verbandpost (Field Ambulance) met de aanleg van de begraafplaats. Tijdens het Duitse lenteoffensief in het voorjaar van 1918 viel het gebied nog even in handen van de Duitsers. Na de oorlog werd de begraafplaats uitgebreid met doden uit de omliggende slagvelden en enkele kleinere begraafplaatsen, namelijk Birr Cross Roads Cemetery No. 2, Union Street Graveyards No. 1 en No. 2 in Zillebeke en Bellewaarde Ridge Military Cemetery in Zonnebeke.
Onder de 834 slachtoffers die hier begraven liggen of herdacht worden zijn er 661 Britten (waarvan 289 niet geïdentificeerd konden worden), 143 Australiërs (waarvan 31 niet geïdentificeerd konden worden), 16 Canadezen (waarvan 12 niet geïdentificeerd konden worden), 12 Nieuw-Zeelanders (waarvan 3 niet geïdentificeerd konden worden), 1 niet geïdentificeerde Zuid-Afrikaan en 1 Belg.
Negen doden worden herdacht met Special Memorials omdat hun graven niet meer teruggevonden werden en aangenomen wordt dat ze onder naamloze grafzerken liggen. Achttien andere slachtoffers worden met een Duhalow Block opgericht omdat zij oorspronkelijk begraven waren in Birr Cross Roads Cemetery No. 2 en in The Union Street Graveyards, maar wier graven door artillerievuur vernield raakten en niet meer teruggevonden werden.
De begraafplaats werd in 2009 als monument beschermd.

## Graven

### Onderscheiden militairen
- Harold Ackroyd, kapitein bij het Royal Army Medical Corps werd onderscheiden met het Victoria Cross (VC) voor het betuigen van uiterste moed en volharding bij het helpen van gewonde manschappen onder hevig vijandelijk vuur. Hij sneuvelde op 40-jarige leeftijd op 11 augustus 1917. Hij werd ook nog onderscheiden met het Military Cross (MC).
- de onderluitenants E. S. Lewis en J. Nolan ontvingen de Distinguished Conduct Medal (DCM). J. Nolan werd ook nog onderscheiden met het Military Cross (MC).
- de korporaals D. McNab en Alfred Lawrence Edwards en de soldaten Ernest Albert Snashall, G.A. Joynes, D. Lynch, G. Simcock en P. Williams ontvingen de Military Medal (MM).
- De Belgische sergeant Camille de Wattine was tolk bij het Britse leger. Hij wordt herdacht met een Special Memorial omdat zijn oorspronkelijke graf niet meer gevonden werd. Daarop staat de Franstalige tekst: A la mémoire de...sergent de l' armee Belge interprete a l' armee Britannique mort pour la Belgique. Hij overleed als 22-jarige op 29 september 1918. Hij werd gelauwerd als Ridder in de Orde van Leopold II en was drager van het Croix de Guerre.[4]

### Aliassen
- soldaat Elliot Clarke diende onder het alias A. Gay bij de Australian Infantry, A.I.F..
- soldaat James Charles Edmond diende onder het alias C. Alexander bij de Australian Pioneers.